# Yukiko Iioka
Yukiko Iioka (auch Sachiko Iioka, japanisch 飯岡幸子, Iioka Yukiko; geboren 1976 in der Präfektur Fukuoka) ist eine japanische Kamerafrau und Director of Photography (DoP). Sie lebt in Tokio.

## Beruflicher Werdegang
Iioka hat ein Filmstudium an der Graduate School of Film and New Media der Tokyo University of the Arts absolviert.
Ihr Film Listen to Light wurde 2017 zum Filmfest in Tokyo eingeladen.
Auf der Berlinale 2021 wurde der Film Gūzen to sōzō, bei dem Yukiko Iioko für die Kamera zuständig war, mit dem Großen Preis der Jury ausgezeichnet.

## Filmografie (Auswahl)
- 2007: Eirianzu (Kurzfilm) (als Sachiko Iioka)
- 2010: Oroka mono wa dare da? (Kurzfilm) (als Sachiko Iioka)
- 2011: Hitotsu no uta
- 2012: A Song I Remember (Spielfilm)[3]
- 2017: Listen to Light von Kyoshi Sugita (Spielfilm)[4]
- 2019: Sisterhood (Dokumentarfilm)[5]
- 2020: Morning Dew - The Stigma of Being "Brainwashed" von Soni Kum[6]
- 2021: Das Glücksrad (Director of Photography) (als Yukiko Iioka)[7]

## Ausstellungen (Auswahl)
- 2017: Eternal Scenes (Tokyo)[8]

## Rezeption
Jason Maher sprach sich lobend über die Kameraführung im Film Sisterhood aus. Yukiko Iiokas und Daisuke Yamamotos Kameraarbeit in Schwarz-Weiß ermögliche frische Blickwinkel und einen elegischen Ton, wodurch ins Auge springende Aufnahmen der Metropole Tokyo gelängen. Ebenso würden close-ups möglich, die die Darstellenden in intimen Augenblicken von Hoffnung und Enttäuschung einfingen. Die meisten Orte seien aber eher durchschnittlich, wodurch ein Eindruck von Realismus entstehe. Dadurch wirke es, als könnten die Gespräche auf der Leinwand überall stattfinden und als müsse man ihnen überall zuhören. 2019 lief der Film auf dem Osaka Asian Film Festival.
David Erhlich von IndieWire bezeichnete die Kameraarbeit von Yukiko Iioka in Gūzen to sōzō als „großartig“. Stephen Dalton von der Zeitschrift Hollywoodreporter urteilte, Yukiko Iiokas Kameraführung sei unspektakulär, zeuge aber von Geschicklichkeit. Ihre unauffällige Poesie zeige sich an unscheinbaren Ecken und in langsamen Schwenks durch leere Straßen. Joseph Owen beschrieb in The Upcoming, Yukiko Iioka fange das Umfeld von im Bau befindlichen Gebäuden in der japanischen Provinzstadt ein. Dabei biete die Kameraführung gleichsam ein Ausatmen von den atemlosen, einen ständigen verbalen Schlagabtausch zeigenden Innenaufnahmen an.